# John Davies (photographe)
Pour les articles homonymes, voir John Davies et Davies.
John Davies, né en 1949 à Sedgefield dans le comté de Durham, est un photographe britannique.
Il a étudié à Nottingham's Trent Polytechnic et vit à Liverpool. Il a été choisi en 2011 comme photographe en résidence par le Centre photographique de l'hôtel de Fontfreyde à Clermont-Ferrand.
Il photographie en noir et blanc et s'intéresse à peu près exclusivement au paysage, paysage rural et naturel ou paysage urbain et industriel. Il a d'abord travaillé sur les îles britanniques, puis sa curiosité s'est portée sur d'autres pays d'Europe (principalement France et Italie), et plus récemment (2008) sur le Japon.

## Publications
- Seine Valley, Cherbourg-Octeville, Le Point du jour, 2002  (ISBN 2-912132-21-5)
- Monuments et Paysages : Provence Alpes Côte d'Azur (avec Massimo Vitali, Jordi Bernadó et Bernard Plossu), Arles : Actes sud ; Marseille : Région Provence-Alpes-Côte d'Azur, 2006  (ISBN 2742761993)
- Cities on the Edge, 2008
- Hidden River, Paris : Éditions Loco, 2013  (ISBN 978-2-919507-46-7)